# Esqui aquático nos Jogos Pan-Americanos de 2011 - Truques feminino
A competição de truques feminino foi um dos eventos do esqui aquático nos Jogos Pan-Americanos de 2011, em Guadalajara. Foi disputada na Pista de Esqui Aquático de Boca Laguna nos dias 20 e 23 de outubro.

## Calendário
Horário local (UTC-6).
| Data          | Horário | Fase         |
| ------------- | ------- | ------------ |
| 20 de outubro | 9:00    | Preliminares |
| 23 de outubro | 9:00    | Finais       |

## Medalhistas
| Ouro   | CAN Whitney McClintock |
| Prata  | COL María Linares      |
| Bronze | USA Regina Jaquess     |

## Resultados

### Preliminares
As seis melhores atletas se classificaram para a final.
| Pos. | Nome               | País               | Pontuação | Obs. |
| ---- | ------------------ | ------------------ | --------- | ---- |
| 1    | Whitney McClintock | CAN Canadá         | 8350      | q    |
| 2    | Regina Jaquess     | USA Estados Unidos | 7060      | q    |
| 3    | María Linares      | COL Colômbia       | 6420      | q    |
| 4    | Natalia Cuglievan  | PER Peru           | 5960      | q    |
| 5    | Sandra Chapoy      | MEX México         | 5780      | q    |
| 6    | Lorena Botana      | ARG Argentina      | 5740      | q    |
| 7    | Tiare Miranda      | CHI Chile          | 3940      |      |
| 8    | Karen Stevens      | CAN Canadá         | 2470      |      |
| 9    | Juliana Negrão     | BRA Brasil         | 1970      |      |
|      | María Cuglievan    | PER Peru           |           | DNS  |

### Finais
| Pos.              | Nome               | País               | Pontuação |
| ----------------- | ------------------ | ------------------ | --------- |
| Medalha de ouro   | Whitney McClintock | CAN Canadá         | 8390      |
| Medalha de prata  | María Linares      | COL Colômbia       | 7400      |
| Medalha de bronze | Regina Jaquess     | USA Estados Unidos | 6090      |
| 4                 | Natalia Cuglievan  | PER Peru           | 6090      |
| 5                 | Lorena Botana      | ARG Argentina      | 5870      |
| 6                 | Sandra Chapoy      | MEX México         | 5580      |

Legenda
| Recorde mundial      | Recorde mundial (World record)               |                       | Recorde africano                      | Recorde africano (African) |                                           | Q | Classificado por posição (Qualified) |
| Recorde olímpico     | Recorde olímpico (Olympic record)            | Recorde da América    | Recorde da América (Americas)         | q                          | Classificado por melhor tempo (Qualified) |   |                                      |
| Melhor marca do ano  | Melhor marca do ano (World leading)          | Recorde asiático      | Recorde asiático (Asian)              | DNS                        | Não largou (Did not start)                |   |                                      |
| Recorde nacional     | Recorde nacional (National record)           | Recorde europeu       | Recorde europeu (European)            | DNF                        | Não terminou (Did not finish)             |   |                                      |
| Recorde pessoal      | Recorde pessoal do atleta (Personal best)    | Recorde da Oceania    | Recorde da Oceania (Oceania)          | DSQ / DQ                   | Desclassificado (Disqualified)            |   |                                      |
| Recorde da temporada | Recorde da temporada do atleta (Season best) | Recorde sul-americano | Recorde sul-americano (South America) | NM                         | Sem marca (No mark)                       |   |                                      |